# أحمد إسماعيل إبراهيم عبد الله
أحمد إسماعيل إبراهيم المشهداني هو سياسي عراقي من مواليد عام 1970 حاصل على شهادة البكالوريوس. شغل منصب عضو في مجلس النواب العراقي عن محافظة بغداد في دورته الثالثة ضمن ائتلاف الوطنية (2014-2018)، والرابعة ضمن تحالف القرار العراقي (2018-2022).